# FC Nancy
FC Nancy a fost un club de fotbal profesionist din orașul Nancy, în regiunea Grand Est, situată în Estul Franței.